# 23649 Tohoku
A 23649 Tohoku (ideiglenes jelöléssel 1997 CJ5) a Naprendszer kisbolygóövében található aszteroida. N. Sato fedezte fel 1997. február 1-én.